# Midian (альбом)
Midian — четвертий студійний альбом англійського блек-метал гурту Cradle of Filth. Виданий 31 жовтня 2000 року (у Хелловін) на лейблі Music for Nations. Багатьма вважається найкращою платівкою гурту. Альбом заснований на концепції твору Клайва Баркера Кабал та фільму за його мотивами Нічний народ. Один з акторів цього фільму, Дуг Бредлі брав участь у записі деяких треків — він говорить невеликі репліки за змістом пісень. Альбом від попередніх платівок відрізняється більш гітарно-орієнтованим звуком. Але багато p фанатів ранньої творчості вважають що з цим альбомом гурт вступив на «доріжку поп-музики» та комерційності.
Обкладинку альбому створив JK Potter.
Пісня «Cthulhu Dawn» посилається на персонаж Ктулху письменника-фантаста Говарда Лавкрафта. Цей демон дуже популярний серед фанів Лавкрафта. Йому присвятили пісні, або він зустрічається у таких гуртів як Metallica, Morbid Angel, Bal-Sagoth.
У пісні «Her Ghost in the Fog» є «продовження» на альбомі 2005 року Nymphetamine — трек «Swansong for a Raven».
Вступ до пісні «Lord Abortion» («care for a little necrophilia?») — цитата з фільму Brazil режисера Террі Гілліама, яку озвучила дружина Дені Філза — Тоні Кінг.

## Трекліст
Автор слів Dani Filth, автор музики Cradle of Filth, except "For Those Who Died" written by Andy Sneap and Martin Walkyier. 
| #   | Назва                                                  | Тривалість |
| --- | ------------------------------------------------------ | ---------- |
| 1.  | «At the Gates of Midian» (Instrumental)                | 2:21       |
| 2.  | «Cthulhu Dawn»                                         | 4:17       |
| 3.  | «Saffron's Curse»                                      | 6:32       |
| 4.  | «Death Magick for Adepts»                              | 5:53       |
| 5.  | «Lord Abortion»                                        | 6:51       |
| 6.  | «Amor e Morte»                                         | 6:44       |
| 7.  | «Creatures That Kissed in Cold Mirrors» (Instrumental) | 3:00       |
| 8.  | «Her Ghost in the Fog»                                 | 6:24       |
| 9.  | «Satanic Mantra»                                       | 0:51       |
| 10. | «Tearing the Veil from Grace»                          | 8:13       |
| 11. | «Tortured Soul Asylum»                                 | 7:46       |

| Limited leather "digibook"/Japanese edition | Limited leather "digibook"/Japanese edition                                                                                | Limited leather "digibook"/Japanese edition |
| #                                           | Назва | Тривалість                                  |
| ------------------------------------------- | --- | ------------------------------------------- |
| 12.                                         | «For Those Who Died» (Sabbat cover, featuring Martin Walkyier – mis-titled "For Those Who Have Died" on Japanese CD liner) | 6:16                                        |

## Учасники гурту
- Dani Filth: вокал
- Paul Allender: гітара
- Gian Pyres: гітара
- Robin Graves: бас
- Martin Powell: клавішні
- Adrian Erlandsson: ударні
- Sarah Jezebel Deva: бек-вокал